# Nevy-lès-Dole
Nevy-lès-Dole ist eine französische Gemeinde im Département Jura in der Region Bourgogne-Franche-Comté. Sie gehört zum Arrondissement Dole und zum Kanton Mont-sous-Vaudrey.

## Geografie
Nevy-lès-Dole wird von der Route nationale 5 passiert. Im Norden verläuft der Fluss Doubs, der auch weitgehend die Gemeindegrenze bildet. Die Nachbargemeinden sind Parcey im Nordwesten und Norden, La Loye im Norden und im Osten, Souvans im Osten, Villers-Robert im Süden sowie Rahon im Westen.

## Weblinks

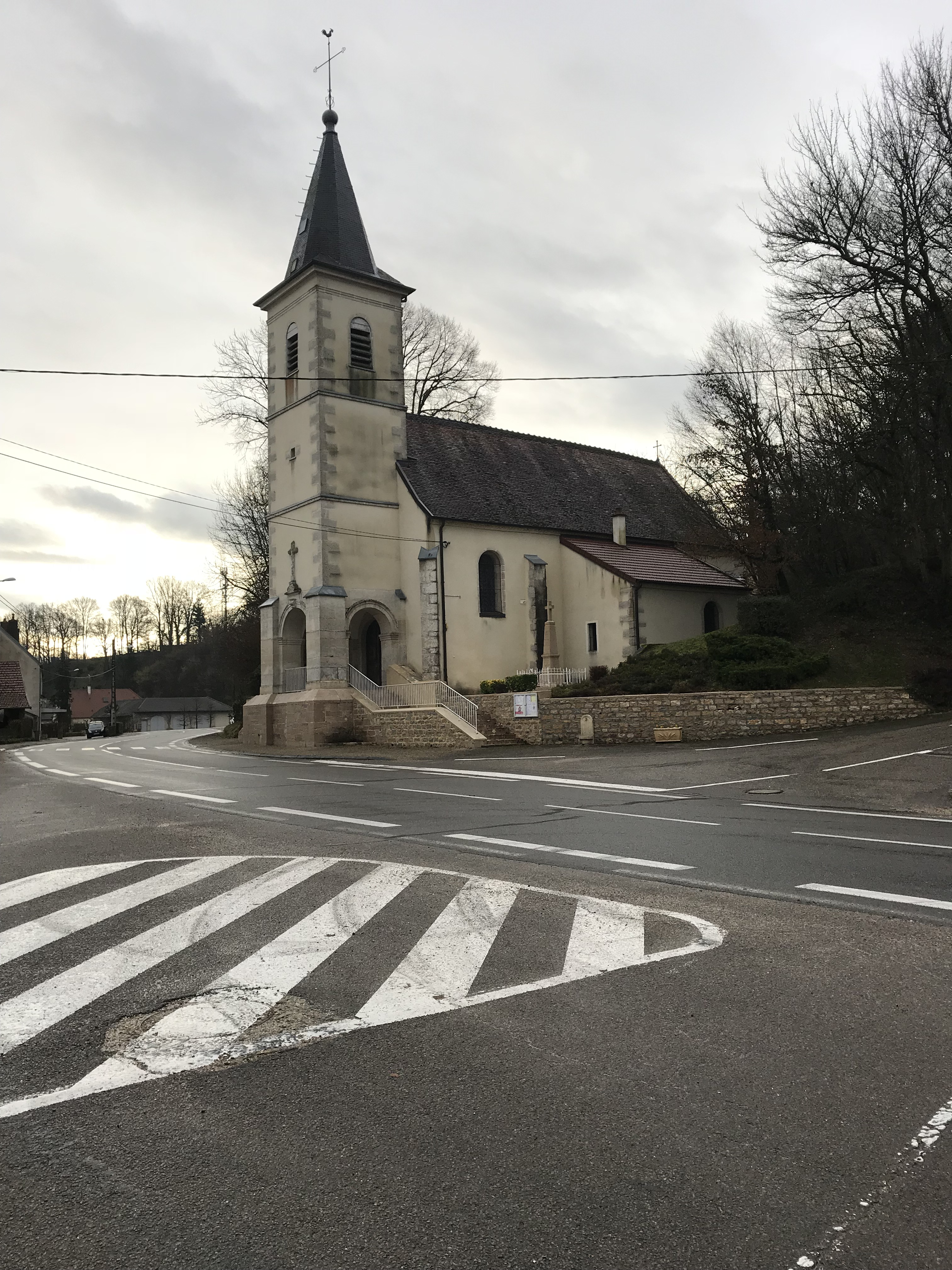
Kirche St. Peter und Paul

## Bevölkerungsentwicklung
| Jahr                       | 1962 | 1968 | 1975 | 1982 | 1990 | 1999 | 2008 | 2017 |
| Einwohner                  | 210  | 177  | 170  | 189  | 205  | 217  | 244  | 281  |
| Quellen: Cassini und INSEE |      |      |      |      |      |      |      |      |